# Sliding gliding worlds
Sliding gliding worlds is een studioalbum van Ozric Tentacles. Het is het vijfde album in een serie van zes die eerst verscheen op alleen muziekcassette ter promotie van de band tijdens concerten en postorderbestellingen om pas veel later op compact disc uitgebracht te worden. De boxset Vitamins enhanced, waarin het album werd opgenomen, verscheen toen de band een vast platencontract had en er vraag kwam naar “ouder” materiaal.

## Musici
- Ed Wynne – gitaar, synthesizers
- Roly Wynne – basgitaar
- Joie Hinton, Steve Everett – synthesizers
- Paul Hankin, Marcus Carcus – percussie
- Merv Pepler – slagwerk
- John Egan – dwarsfluit

## Muziek
| Nr. | Titel                                               | Duur |
| --- | --------------------------------------------------- | ---- |
| 1.  | Yaboop Yaboop (Ed Wynne, van Gelder)                | 5:29 |
| 2.  | Soda water (Ed Wynne)                               | 4:09 |
| 3.  | The code for chickendon (Ed Wynne)                  | 4:59 |
| 4.  | Guzzard (Ozrics)                                    | 2:05 |
| 5.  | The dusty pouch (Ed Wynne)                          | 4:22 |
| 6.  | Sliding and gliding (Ed Wynne)                      | 4:54 |
| 7.  | Kick Muck (Ed Wynne)                                | 5:28 |
| 8.  | It’s a hup ho world (Ed Wynne)                      | 6:42 |
| 9.  | Atmospheric underslunky (Ozrics)                    | 3:32 |
| 10. | (Omnidirectional) Bhadra (Ed Wynne)                 | 2:57 |
| 11. | Fetch me the pongmaster (Ed Wynne)                  | 6:12 |
| 12. | Mae Hong song (Ed Wynne)                            | 3:19 |
| 13. | White rhino tea (Ed Wynne, Adam Mace)               | 4:06 |
| 14. | Loaf jaw (Ed Wynne)                                 | 1:11 |
| 15. | The green island (Ed Wynne, Hinton, Jane Bradfield) | 3:04 |

CD1: Erpsongs · CD2: Tantric obstacles · CD3: Live ethereal cereal · CD4: There is nothing · CD5: Sliding gliding worlds · CD6: The bits between the bits